# Bisulfate d'ammonium
Pour les articles homonymes, voir Sulfate d'ammonium (homonymie).
Le bisulfate d'ammonium, ou hydrogénosulfate d'ammonium, est un composé chimique de formule NH4HSO4. Il se présente sous la forme d'une poudre blanche hygroscopique cristallisée dans le système monoclinique. Il se décompose au-dessus de 120 °C en libérant des oxydes de soufre, des oxydes d'azote et de l'ammoniac NH3. Une solution de 100 g de bisulfate d'ammonium dans un litre d'eau à 20 °C a un pH égal à 1, ce qui en fait un milieu très acide.
On peut obtenir du bisulfate d'ammonium par décomposition de sulfate d'ammonium (NH4)2SO4 au-dessus de 100 °C avec libération d'ammoniac, ou par hydrolyse de l'acide sulfamique HSO3NH2 en solution aqueuse :
(NH4)2SO4 ⟶ NH4HSO4 + NH3 ;
HSO3NH2 + H2O ⟶ NH4HSO4.
Le bisulfate d'ammonium se forme en grande quantité comme sous-produit de la synthèse du méthacrylate de méthyle par la voie de la cyanhydrine d'acétone ainsi que dans les systèmes de filtration à charbon actif (en) pour les gaz d'échappement industriels contenant du dioxyde de soufre SO2 : les filtres sont chargés d'oxygène, d'ammoniac et de vapeur d'eau, ce qui entraîne la formation de sulfate d'ammonium via l'acide sulfurique H2SO4 :
2 SO2 + O2 + 2 H2O ⟶ 2 H2SO4 ;
H2SO4 + NH3 ⟶ NH4HSO4 ;
NH4HSO4 + NH3 ⟶ (NH4)2SO4.
On utilise le bisulfate d'ammonium pour produire du persulfate d'ammonium (NH4)2S2O8, comme additif dans les engrais azotés, contre les incendies de forêt en solution/suspension dans l'eau, et pour produire de l'alun d'ammonium et des retardateurs de flamme pour produits cellulosiques.